# Einheitswurzel
In der Algebra werden Zahlen, deren {\displaystyle n}-te Potenz die Zahl 1 ergibt, {\displaystyle n}-te Einheitswurzeln genannt.

## Definition
Es sei {\displaystyle R} ein kommutativer Ring mit Einselement und {\displaystyle n\geq 1} eine natürliche Zahl. Ein Element {\displaystyle \zeta \in R} heißt eine n-te Einheitswurzel, wenn es eine der beiden gleichwertigen Bedingungen erfüllt:
- {\displaystyle \zeta ^{n}=1}
- {\displaystyle \zeta } ist Nullstelle des Polynoms {\displaystyle X^{n}-1}

Die {\displaystyle n}-ten Einheitswurzeln in {\displaystyle R} bilden eine Untergruppe der multiplikativen Gruppe {\displaystyle R^{\times }}, die oft mit {\displaystyle \mu _{n}(R)} bezeichnet wird.
Eine {\displaystyle n}-te Einheitswurzel {\displaystyle \zeta } heißt primitiv, falls {\displaystyle \zeta ^{m}\neq 1} für {\displaystyle m=1,\dotsc ,n-1} gilt.

## Einheitswurzeln in den komplexen Zahlen
Im Körper {\displaystyle \mathbb {C} } der komplexen Zahlen sind
{\displaystyle \exp \left(\mathrm {i} {\frac {2\pi \,k}{n}}\right)=\cos {\frac {2k\pi \,}{n}}+\mathrm {i} \sin {\frac {2k\pi \,}{n}},\quad k=0,1,\dotsc ,n-1}
die {\displaystyle n}-ten Einheitswurzeln, wobei {\displaystyle \mathrm {i} } die imaginäre Einheit ist.

{\displaystyle {\Bigl (}}Insbesondere ist mit {\displaystyle n=4} und {\displaystyle k=1}
{\displaystyle \mathrm {i} ={\mathrm {e} }^{\frac {2\pi \mathrm {i} }{4}}={\mathrm {e} }^{\frac {\pi \mathrm {i} }{2}}}
eine vierte Einheitswurzel und des Weiteren
{\displaystyle {\mathrm {i} }^{\mathrm {i} }={\mathrm {e} }^{-{\frac {\pi }{2}}}.{\Bigr )}}
Setzt man
{\displaystyle \zeta _{n}=\exp \left({\frac {2\pi \mathrm {i} }{n}}\right)},
so ist {\displaystyle \zeta _{n}} primitiv, und diese Zahlen bekommen (in der gleichen Reihenfolge) die einfache Gestalt
{\displaystyle 1,\zeta _{n},\zeta _{n}^{2},\dotsc ,\zeta _{n}^{n-1}}.
Ist klar, um welches {\displaystyle n} es sich handelt, lässt man den unteren Index häufig fallen.

### Gruppe der Einheitswurzeln
Da {\displaystyle 1} und mit {\displaystyle \zeta _{n}^{i}} und {\displaystyle \zeta _{m}^{j}} auch {\displaystyle \zeta _{n}^{i}\zeta _{m}^{j}=\zeta _{nm}^{im+jn}} Einheitswurzeln sind, ist die Menge {\displaystyle \mu (\mathbb {C} )} aller Einheitswurzeln eine Gruppe. Die Abbildung
{\displaystyle f\colon \mathbb {Q} \to \mu (\mathbb {C} ),\quad {\dfrac {k}{n}}\mapsto \exp \left({\dfrac {2\pi \mathrm {i} \,k}{n}}\right)}
ist surjektiv. Der Kern dieser Abbildung ist {\displaystyle \mathbb {Z} }. Die Gruppe der komplexen Einheitswurzeln ist daher isomorph zu der Faktorgruppe {\displaystyle \mathbb {Q} /\mathbb {Z} }.

### Geometrischer Bezug
Die {\displaystyle n}-ten Einheitswurzeln lassen sich in der komplexen Zahlenebene geometrisch anschaulich interpretieren: Sie sind die auf dem Einheitskreis (mit Mittelpunkt 0 und Radius 1) liegenden Ecken eines regelmäßigen {\displaystyle n}-Ecks, wobei eine der Ecken die Zahl {\displaystyle 1} ist, denn diese ist für jedes {\displaystyle n\geq 1} eine {\displaystyle n}-te Einheitswurzel.
Realteil und Imaginärteil der Einheitswurzeln {\displaystyle \zeta _{n}^{k}=x_{k}+\mathrm {i} \,y_{k}} sind damit die Koordinaten der Ecken des {\displaystyle n}-Ecks auf dem Kreis, d. h. für {\displaystyle k=0,1,\dotsc ,n-1} ist
{\displaystyle x_{k}=\cos(2\pi k/n)=\cos(360^{\circ }\cdot k/n)}    und   {\displaystyle y_{k}=\sin(2\pi k/n)=\sin(360^{\circ }\cdot k/n)}.
Mehr siehe unter Radizieren komplexer Zahlen.

### Summe der Einheitswurzeln
Ist {\displaystyle \zeta } eine {\displaystyle n}-te Einheitswurzel, so gilt
{\displaystyle 1+\zeta +\zeta ^{2}+\dotsb +\zeta ^{n-1}={\begin{cases}n&\mathrm {falls} \ \zeta =1\\0&\mathrm {sonst} .\end{cases}}}
Diese Aussage folgt unmittelbar aus der geometrischen Summenformel und ist ein Spezialfall der analogen Aussage für Charaktere von Gruppen.

### Beispiele

#### Die zweiten, dritten und vierten Einheitswurzeln
Die zweiten Einheitswurzeln sind
{\displaystyle \zeta _{1}=-1,\quad \zeta _{2}=1};
die dritten Einheitswurzeln sind
{\displaystyle \zeta _{1}=-{\frac {1}{2}}+{\frac {\mathrm {i} }{2}}{\sqrt {3}},\quad \zeta _{2}=-{\frac {1}{2}}-{\frac {\mathrm {i} }{2}}{\sqrt {3}},\quad \zeta _{3}=1};

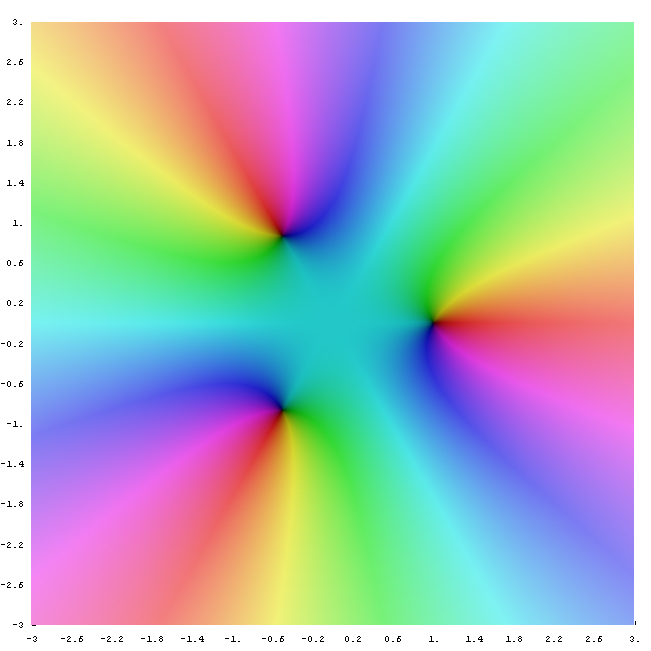
Die Funktion

Die dritten Einheitswurzeln

die vierten Einheitswurzeln sind wieder von einfacherer Form:
{\displaystyle \zeta _{1}=\mathrm {i} ,\quad \zeta _{2}=-1,\quad \zeta _{3}=-\mathrm {i} ,\quad \zeta _{4}=1}.

#### Die fünften Einheitswurzeln

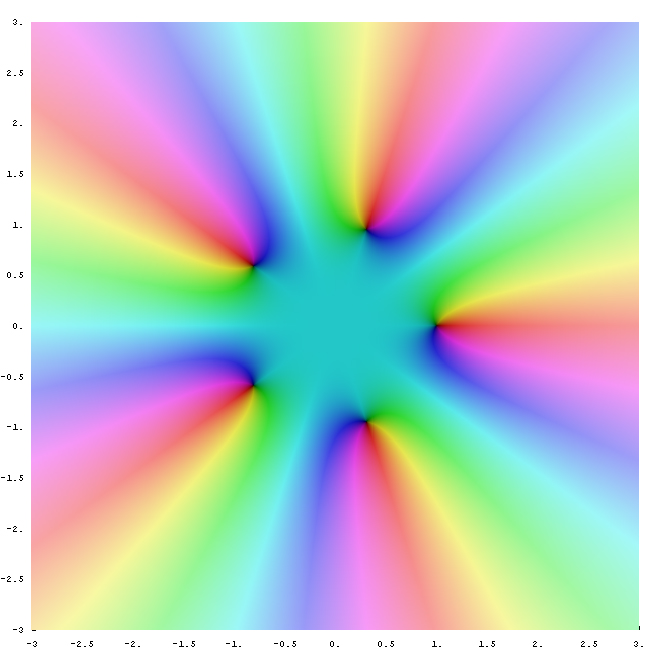
Die Funktion

Die fünften Einheitswurzeln

Aus {\displaystyle 0=1+\zeta +\zeta ^{2}+\zeta ^{3}+\zeta ^{4}} folgt
{\displaystyle 0={\frac {1}{\zeta ^{2}}}+{\frac {1}{\zeta }}+1+\zeta +\zeta ^{2}=\left({\zeta }+{\frac {1}{\zeta }}\right)^{2}+\left({\zeta }+{\frac {1}{\zeta }}\right)-1=w^{2}+w-1}
für {\displaystyle w=\zeta +{\frac {1}{\zeta }}=\zeta +\zeta ^{4}=2\cos(72^{\circ })}. Lösen dieser quadratischen Gleichung liefert {\displaystyle w=-{\frac {1}{2}}\pm {\sqrt {\frac {5}{4}}}}. Da der Winkel {\displaystyle 72^{\circ }} im 1. Quadranten liegt, ist {\displaystyle w} positiv, und damit ist {\displaystyle \cos(72^{\circ })={\frac {{\sqrt {5}}-1}{4}}} der Realteil von {\displaystyle \zeta }. Der Imaginärteil ist nach dem Satz des Pythagoras {\displaystyle \sin(72^{\circ })={\sqrt {\frac {{\sqrt {5}}+5}{8}}}}.

## Eigenschaften der Einheitswurzeln

### Einheitswurzeln in (kommutativen) Körpern mit Charakteristik ≠ 0
Ist {\displaystyle p:=\operatorname {char} (K)\neq 0} die Charakteristik des Körpers {\displaystyle K}, dann ist {\displaystyle \zeta =1} eine {\displaystyle p}-fache Nullstelle des Polynoms {\displaystyle X^{p}-1}. Ist {\displaystyle p} nicht Teiler der Ordnung {\displaystyle n}, dann gelten die folgenden Aussagen auch für Körper mit Primzahlcharakteristik {\displaystyle p}. Für zusätzliche Eigenschaften der Einheitswurzeln in solchen Körpern siehe Endlicher Körper#Multiplikative Gruppe und diskreter Logarithmus.
- Ist {\displaystyle K} ein (kommutativer) Körper und {\displaystyle n\in \mathbb {N} }, dann bilden die Elemente {\displaystyle \zeta \in K} mit {\displaystyle \zeta ^{n}=1} eine zyklische Untergruppe {\displaystyle U} der multiplikativen Gruppe {\displaystyle K^{\times }}.
- Die Gruppenordnung von {\displaystyle U} ist stets ein Teiler von {\displaystyle n}.
- Ist sie gleich {\displaystyle n}, so sagt man, {\displaystyle K} „enthält die {\displaystyle n}-ten Einheitswurzeln“ und nennt {\displaystyle U} „die Gruppe der {\displaystyle n}-ten Einheitswurzeln“.
- Eine {\displaystyle n}-te Einheitswurzel ist genau dann primitiv, wenn sie die Gruppe der {\displaystyle n}-ten Einheitswurzeln erzeugt. Die Ordnung einer primitiven {\displaystyle n}-ten Einheitswurzel {\displaystyle \zeta _{n}} ist {\displaystyle n}. Die primitiven {\displaystyle n}-ten Einheitswurzeln sind genau die Nullstellen des {\displaystyle n}-ten Kreisteilungspolynoms.
- Ist {\displaystyle \zeta _{n}} eine primitive {\displaystyle n}-te Einheitswurzel, dann ist {\displaystyle \zeta _{n}^{k}} eine primitive {\displaystyle {\frac {n}{\operatorname {ggT} (k,n)}}}-te Einheitswurzel (größter gemeinsamer Teiler).
- Die Anzahl der primitiven {\displaystyle n}-ten Einheitswurzeln ist {\displaystyle \varphi (n)} (Eulersche Phi-Funktion).
- Erweiterungen von {\displaystyle \mathbb {Q} }, die durch Adjunktion von Einheitswurzeln entstehen, heißen Kreisteilungskörper.
- Eine endliche multiplikative Untergruppe {\displaystyle U} eines (kommutativen) Körpers {\displaystyle K} ist zyklisch.

Beweis der letzten Aussage:
{\displaystyle U} ist eine abelsche Torsionsgruppe. Sie ist also zu einem direkten Produkt
{\displaystyle U=\prod _{p\in \mathbb {P} }U_{(p)}}   mit   {\displaystyle U_{(p)}:=\left\{u\in U\left|\;\exists i\in \mathbb {N} :u^{p^{i}}=1\right.\right\}}
isomorph ({\displaystyle \mathbb {P} } := Menge der positiven Primzahlen). Und die {\displaystyle U_{(p)}} sind zyklisch, weil die Gruppenelemente der Ordnung {\displaystyle p^{i}} allesamt Nullstellen von {\displaystyle X^{p^{i}}-1} sind und damit Potenzen voneinander. Schließlich ist wegen der Teilerfremdheit von Potenzen verschiedener Primzahlen das direkte Produkt zyklisch.

### Beispiel für Einheitswurzeln in nicht-kommutativen (Schief)körpern
Im nicht-kommutativen Schiefkörper der Quaternionen {\displaystyle \mathbb {H} } hat das Polynom {\displaystyle X^{2}-1} die unendlich vielen Nullstellen
{\displaystyle \epsilon =\epsilon _{0}+\epsilon _{1}\mathrm {i} +\epsilon _{2}\mathrm {j} +\epsilon _{3}\mathrm {k} }
mit
{\displaystyle \epsilon _{0}=0\;\land \;\epsilon _{1}^{2}+\epsilon _{2}^{2}+\epsilon _{3}^{2}=1}.
Die Quaternionengruppe ist eine endliche nicht-kommutative Untergruppe der multiplikativen Gruppe {\displaystyle \mathbb {H} ^{\times }}. Sie hat die Ordnung 8 und den Exponenten 4. Für weitere endliche Untergruppen von {\displaystyle \mathbb {H} ^{\times }} siehe diesen Artikel über endliche Untergruppen der Quaternionen.

### Einheitswurzeln in Restklassenringen
- Im Ring {\displaystyle \mathbb {Z} _{2^{n}+1}=\mathbb {Z} /(2^{n}+1)\mathbb {Z} } der ganzen Zahlen modulo {\displaystyle (2^{n}+1)} ist die Zahl {\displaystyle 2} eine primitive {\displaystyle 2n}-te Einheitswurzel, denn in diesem Ring gilt {\displaystyle 2^{n}=-1}.
- Im Ring {\displaystyle \mathbb {Z} _{2^{n}-1}=\mathbb {Z} /(2^{n}-1)\mathbb {Z} } der ganzen Zahlen modulo {\displaystyle (2^{n}-1)} ist die Zahl {\displaystyle 2} eine primitive {\displaystyle n}-te Einheitswurzel.

Diese beiden speziellen Restklassenringe sind für die Computeralgebra höchst bedeutsam, denn sie ermöglichen eine nochmals drastisch beschleunigte Variante der schnellen diskreten Fouriertransformation. Dies liegt darin begründet, dass Addition und Multiplikation dieser Restklassenringe durch entsprechende zyklische Addition und Multiplikation in einem unwesentlich größeren Restklassenring ersetzt werden können, und damit in binärer Zahlendarstellung die Multiplikation mit Potenzen der Zahl {\displaystyle 2} eine zyklische binäre Shift-Operation bedeutet, was wesentlich schneller durchführbar ist als eine allgemeine Multiplikation zweier Zahlen. Die erhebliche Zeitersparnis für die diskrete Fourier-Transformation ergibt sich aus der Tatsache, dass während der schnellen Fouriertransformation viele Multiplikationen mit der gewählten Einheitswurzel durchzuführen sind.